# Trichosalpinx notosibirica
Trichosalpinx notosibirica är en orkidéart som först beskrevs av Tamotsu Hashimoto, och fick sitt nu gällande namn av Carlyle August Luer. Trichosalpinx notosibirica ingår i släktet Trichosalpinx och familjen orkidéer. Inga underarter finns listade i Catalogue of Life.